# 諸の木
諸の木（もろのき）は、愛知県名古屋市緑区の地名。現行行政地名は諸の木一丁目から諸の木三丁目。住居表示未実施。

## 地理
名古屋市緑区の中西部に位置している。

## 歴史

### 町名の由来
鳴海町の小字名「諸ノ木」による。「諸」とはネズのことを指し、ネズの木が多く生えていたのだという。

### 沿革
- 1995年（平成7年）12月2日 - 緑区鳴海町字笹塚・字諸ノ木・字横吹・字大清水の各一部により、同区諸の木一丁目が成立[1]。
- 2014年（平成26年）11月15日 - 鳴海町字大清水および字水広下の各一部により、諸の木三丁目が成立[WEB 6]。
- 2018年（平成30年）11月10日 - 鳴海町字大清水・字諸ノ木の各一部より、諸の木二丁目が成立。鳴海町字大清水・字諸ノ木の各一部を三丁目へ編入[WEB 7]。

## 世帯数と人口
2019年（平成31年）3月1日現在の世帯数と人口は以下の通りである。
| 丁目         | 世帯数    | 人口    |
| ------------ | --------- | ------- |
| 諸の木一丁目 | 454世帯   | 1,134人 |
| 諸の木二丁目 | 370世帯   | 1,037人 |
| 諸の木三丁目 | 448世帯   | 1,183人 |
| 計           | 1,272世帯 | 3,354人 |

### 人口の変遷
国勢調査による人口の推移
| 2000年（平成12年） | 897人   | [ WEB 8 ]  |  |
| 2005年（平成17年） | 988人   | [ WEB 9 ]  |  |
| 2010年（平成22年） | 1,059人 | [ WEB 10 ] |  |
| 2015年（平成27年） | 1,559人 | [ WEB 11 ] |  |

## 学区
市立小・中学校に通う場合、学校等は以下の通りとなる。また、公立高等学校に通う場合の学区は以下の通りとなる。
| 丁目         | 番・番地等 | 小学校                   | 中学校               | 高等学校 |
| ------------ | ---------- | ------------------------ | -------------------- | -------- |
| 諸の木一丁目 | 全域       | 名古屋市立鳴海東部小学校 | 名古屋市立扇台中学校 | 尾張学区 |
| 諸の木二丁目 | 全域       | 名古屋市立鳴海東部小学校 | 名古屋市立扇台中学校 | 尾張学区 |
| 諸の木三丁目 | 全域       | 名古屋市立鳴海東部小学校 | 名古屋市立扇台中学校 | 尾張学区 |

## 施設
- 諸の木北公園[WEB 14]
- 水広保育園[WEB 15]
- V･drug鳴海南店[WEB 16]

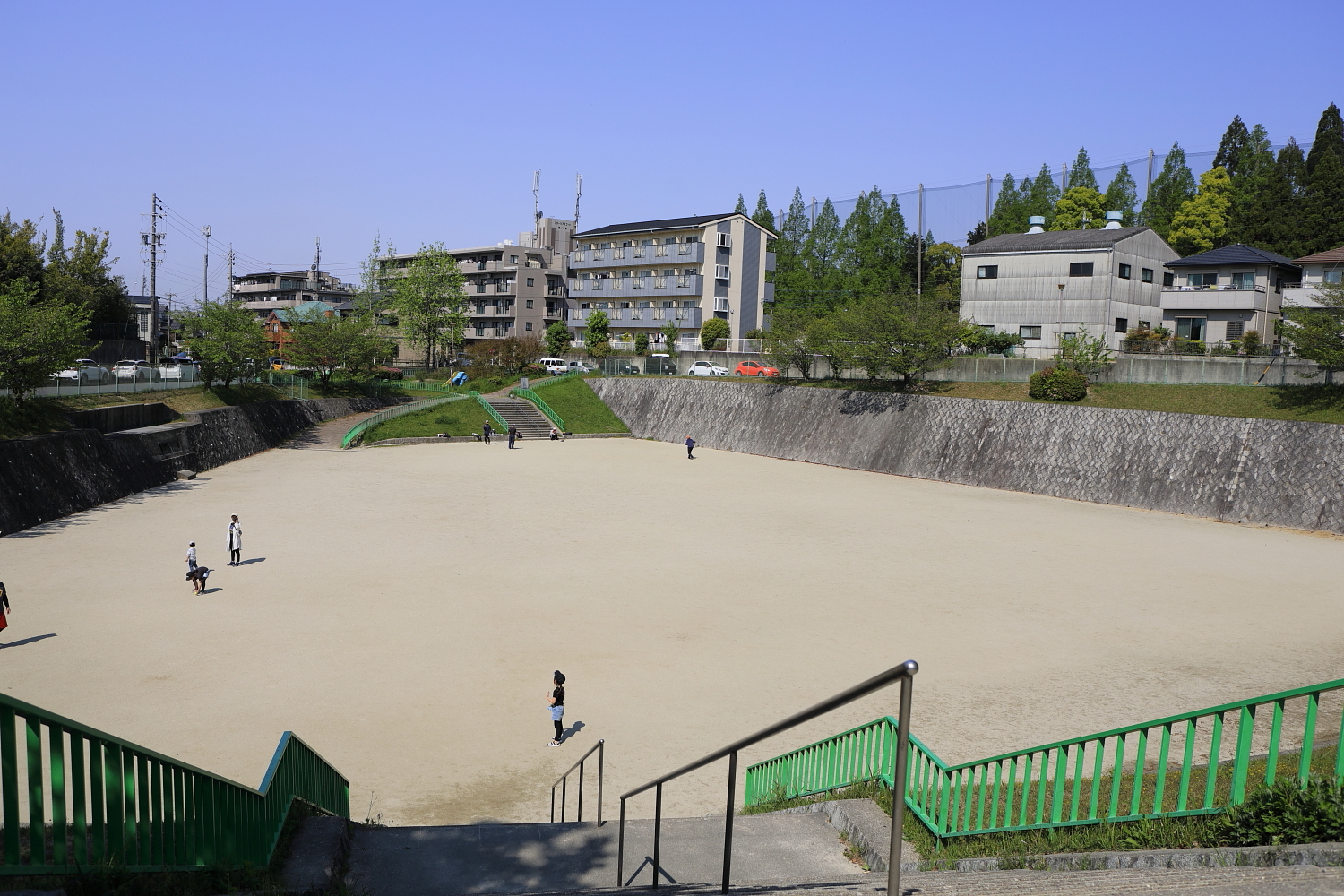
諸の木北公園

## 交通
- 愛知県道220号阿野名古屋線
- 名古屋市営バス・名鉄バス 諸の木口停留所、諸の木停留所（北行は2ヶ所に分かれている）

## その他

### 日本郵便
- 郵便番号 : 458-0817[WEB 3]（集配局：緑郵便局[WEB 17]）。

### WEB
1. ↑  “愛知県名古屋市緑区の町丁・字一覧”.   人口統計ラボ. 2017年10月7日閲覧。
2. 1 2  “町・丁目(大字)別、年齢(10歳階級)別公簿人口(全市・区別)”.   名古屋市 (2019年3月20日). 2019年3月21日閲覧。
3. 1 2  “郵便番号”.  日本郵便. 2019年3月17日閲覧。
4. ↑  “市外局番の一覧”.   総務省. 2019年1月6日閲覧。
5. 1 2  名古屋市役所市民経済局地域振興部住民課町名表示係 (2017年10月2日). “緑区の町名一覧”.   名古屋市. 2017年10月7日閲覧。
6. ↑  名古屋市役所市民経済局地域振興部住民課町名表示係 (2014年10月1日). “名古屋市緑区の一部で町名・町界整理を実施（平成26年11月15日実施）”.   名古屋市. 2018年3月13日閲覧。
7. ↑  名古屋市役所市民経済局地域振興部住民課町名表示係 (2018年10月1日). “名古屋市緑区鳴海町の一部で町名・町界整理を実施（平成30年11月10日実施）”.   名古屋市. 2018年12月9日閲覧。
8. ↑  名古屋市役所総務局企画部統計課統計係 (2005年7月1日). “（刊行物）名古屋の町(大字)・丁目別人口 (平成12年国勢調査) 緑区” (XLS). 2017年10月8日閲覧。
9. ↑  名古屋市役所総務局企画部統計課統計係 (2007年6月29日). “平成17年国勢調査　名古屋の町(大字)別・年齢別人口 緑区” (XLS). 2017年10月8日閲覧。
10. ↑  名古屋市役所総務局企画部統計課統計係 (2012年6月29日). “平成22年国勢調査　名古屋の町(大字)別・年齢別人口 緑区” (XLS). 2017年10月8日閲覧。
11. ↑  名古屋市役所総務局企画部統計課統計係 (2017年7月7日). “平成27年国勢調査　名古屋の町(大字)別・年齢別人口” (XLS). 2017年10月8日閲覧。
12. ↑  “市立小・中学校の通学区域一覧”.   名古屋市 (2018年11月10日). 2019年1月14日閲覧。
13. ↑  “平成29年度以降の愛知県公立高等学校（全日制課程）入学者選抜における通学区域並びに群及びグループ分け案について”.   愛知県教育委員会 (2015年2月16日). 2019年1月14日閲覧。
14. ↑  “名古屋市避難施設一覧（２９．４．１現在）” (PDF).   名古屋市. 2018年3月13日閲覧。
15. ↑  名古屋市役所子ども青少年局保育部保育企画室保育企画係 (2017年12月4日). “緑区の保育所等認可施設・事業所一覧”.   名古屋市. 2018年3月13日閲覧。
16. ↑  “中部薬品／名古屋市緑区に「V･drug鳴海南店」、3月3日オープン” (日本語). 流通ニュース. (2016年3月2日) 2018年3月13日閲覧。
17. ↑  “郵便番号簿 2018年度版” (PDF).   日本郵便. 2019年3月31日閲覧。

### 書籍
1. 1 2  名古屋市告示平成7年第359号（平成7年10月26日）
2. 1 2  榊原邦彦 2000, p. 173.